# Миколайчук Марія Євгенівна
Миколайчук Марія Євгенівна (уроджена Карп'юк; 8 квітня 1941, с. Витилівка, Кіцманський район, Чернівецька область — 1 лютого 2023, Чернівці) — українська співачка, фольклористка, акторка. Народна артистка України (2005). Член Національної Спілки кінематографістів України. Дружина Івана Миколайчука.

## Біографія
Закінчила студію при Чернівецькому музично-драматичному театрі ім. О. Кобилянської, працювала акторкою в театрі.
1961 — почала співати в Українському народному хорі імені Г. Верьовки.
29 серпня 1962 — вийшла заміж за Івана Миколайчука.
1970 — отримала квартиру на Березняках.
З початку 1970-х рр. — учасниця фольклорного вокального тріо «Золоті ключі» (з Ніною Матвієнко й Валентиною Ковальською).
У складі тріо знімалась у фільмах і телестрічках: «Пропала грамота», «Дівочі мрії», «Тріо „Золоті ключі“» тощо.
Квартиру Миколайчуків на Березняках любив відвідувати Володимир Івасюк, коли в 1970-х роках бував у Києві. У один із вечорів він дав Марії Євгенівні переписати тексти та ноти буковинських пісень, записаних його вуйком. Лише багато років по тому Марія Миколайчук наспівала й видала ці пісні в збірках «Прощаюсь, ангеле, з тобою» та «Буковино…».
2005 — отримання звання народної артистки України.
2021 — зіграла роль Ірини Сергіївни у фільмі Романа Балаяна «Ми є. Ми поруч».
Померла 1 лютого 2023 року у віці 81 року в Чернівцях після тривалої хвороби. Була похована 3 лютого в одній могилі з чоловіком на Байковому кладовищі в Києві (ділянка № 33).

## Фільмографія
- 1968 — «Розвідники» — регулювальниця
- 1970 — «Білий птах з чорною ознакою» — епізод
- 1972 — «Пропала грамота» — епізод
- 2021 — «Ми є. Ми поруч» — Ірина Сергіївна, жінка з кліткою

## Дискографія (народні пісні)
- 2001 — Прощаюсь, ангеле, з тобою (присвячений Іванові Миколайчукові)[7].
- 2005 — Буковино…[8]
- 2009 — Ой, червона калиночко[9].